# Dankbetuigingsmedaille van de Franse Natie
De Dankbetuigingsmedaille van de Franse Natie (Frans: Médaille de reconnaissance de la Nation) is een Franse campagnemedaille. De medaille werd op 15 april 2002 ingesteld door toenmalig president Jacques Chirac.
De dankbetuigingsmedaille wordt toegekend aan burgers, veteranen van civiele of militaire dienst en leden van de Franse strijdkrachten die eerder de Titre de Reconnaissance de la Nation, een diploma ontvingen voor hun eervolle dienst in het buitenland. De medaille werd ingesteld na jaren van druk op de Franse regering door veteranenorganisaties. 
De nieuwe onderscheiding vervangt de Noord-Afrikamedaille die vijf jaar eerder was ingesteld. Niet alle veteranen van de strijd in Noord-Afrika kwamen in aanmerking voor die Noord-Afrikamedaille en zo werd de onvrede in de kringen van de enkel met een oorkonde beloonde veteranen niet weggenomen. De Noord-Afrikamedaille werd daarom op 12 april 2002 door de Dankbetuigingsmedaille van de Franse Natie vervangen en werd sindsdien niet meer uitgereikt. 
De criteria voor toekenning werden bij wet vastgesteld. De drager moet aan de volgende voorwaarden voldoen: 
- Als militair gedurende ten minste 90 dagen, opeenvolgende of niet, gediend hebben in een formatie van het Franse leger of  een buitenlands leger tijdens de in de wet genoemde gewapende conflicten.
- Als Frans burger betrokken zijn geweest bij deze conflicten, acties of missies en voldoen aan de vereisten die de Minister van defensie heeft gesteld.

De wet noemt de volgende conflicten:
- De Eerste Wereldoorlog
- De gevechten tussen 1918 en 1939; dat betreft vooral gevechten in Syrië en Libanon
- De Tweede Wereldoorlog
- De Indochinese Oorlog
- De gevechten in Tunesië tussen 1 januari 1952 en 2 juli 1962
- De gevechten in Marokko tussen 1 juni 1953 en 2 juli 1962
- De Algerijnse Oorlog tussen 31 oktober 1954 en 2 juli 1962. Hier erkent de Franse regering dat het om een oorlog ging.
- De militaire operaties op het grondgebied van Algerije tussen 3 juli 1962 en 1 juli 1964
- Gewapende conflicten en operaties en missies uitgevoerd in overeenstemming met internationale verplichtingen en verbintenissen van Frankrijk sinds 1945. De wet noemt Cambodja, Kameroen, Ivoorkust, Golf, Irak, Libanon, Madagascar, Mauritanië (voor de tweede periode), Oost-Middellandse Zee, Centraal-Afrikaanse Republiek, Somalië, Tsjaad, grondgebied van het voormalige Joegoslavië (Bosnië, Kosovo), Zaïre, Oost-Timor, Congo, Republiek Congo, Rwanda, Oeganda, de Ivoorkust en eindigt deze opsomming met "etc". Het betreft dus het algemeen recente militaire operaties in den vreemde.

De medaille kan één of meerdere op het lint gedragen grijsmetalen gespen bevatten met volgend opschrift:
- 1914–1918
- 1939–1945
- INDOCHINE
- AFRIQUE DU NORD
- OPERATIONS EXTERIEURES

Ten tijde van de instelling was het aantal nog levende veteranen uit de Eerste Wereldoorlog nog maar zeer klein. Zij kwamen door de toekenning van de medaille in aanmerking voor de bijzondere eer om in een met de Franse driekleur bedekte kist te worden begraven. Een privilege dat alle dragers van deze medaille toekomt.
De dragers kregen nog drie privileges; recht op hulp van de departementale dienst voor noodhulp en leningen, de mogelijkheid van toelating op scholen voor onderwijs aan volwassenen en fiscale voordelen en voordelen bij de pensioenopbouw.
Niemand heeft het recht om de medaille te dragen wanneer hij voor een tijdens de genoemde conflicten uitgevoerd misdrijf werd veroordeeld tot een gevangenisstraf.
Ook dragers van de carte du combattant, uitgereikt aan voormalige frontsoldaten, en wegens letsel of ziekte van het front geëvacueerde militairen krijgen de Dankbetuigingsmedaille van de Franse Natie toegekend. De termijn van 90 dagen wordt in dat geval kwijtgescholden.

## De medaille
De ronde verguld bronzen medaille toont op de voorzijde Marianne, zinnebeeld van Frankrijk en heeft een diameter van 34 millimeter. Het rondschrift luidt RÉPUBLIQUE FRANÇAISE.
De keerzijde draagt de inscriptie MÉDAILLE DE RECONNAISSANCE DE LA NATION boven een takje van drie eikenbladeren. De medaille wordt aan een zandkleurig lint met blauwe chevrons op de linkerborst gedragen. 

## Protocol

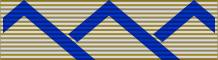
De voorgeschreven baton

Wanneer men op uniformen geen modelversierselen draagt is een kleine rechthoekige baton in de met drie chevrons voorgeschreven. De medaille wordt ook als miniatuur gedragen op bijvoorbeeld een rokkostuum.